# San Javier (departement van Misiones)
San Javier (Misiones) is een departement in de Argentijnse provincie Misiones. Het departement (Spaans:  departamento) heeft een oppervlakte van 640 km² en telt 19.187 inwoners.

## Plaatsen in departement San Javier
- Florentino Ameghino
- Itacaruaré
- Mojón Grande
- San Javier